# Kuusisaari (ö i Lappland, Tunturi-Lappi, lat 67,83, long 23,67)
Kuusisaari är en ö i Finland. Den ligger i sjön Kangosjärvi och i kommunen Muonio i den ekonomiska regionen  Fjäll-Lappland  och landskapet Lappland, i den norra delen av landet, 900 km norr om huvudstaden Helsingfors. Öns area är 0,6 hektar och dess största längd är 160 meter i nord-sydlig riktning.